# МББ / Кавасаки БК 117
БК 117 је лаки вишенаменски двомоторни хеликоптер који је 1979. године у копродукцији основао немачки произвођач Messerschmitt-Bölkow-Blohm (MBB) и јапански Kawasaki (KHI). Његов наследник је увећана и модернизована верзија БК 117 Ц-2 која се зове ЕК 145. Тај модел хеликоптера је свој први лет имао 2000. године. Данас, произвођачи послују под именом Airbus Helicopters. Све верзије су произведене у Јапану.

## Историја
MBB је касније отишао као део Daimler-Benz Aerospace (DASA), заједно са француским Aérospatiale у новој компанији Eurocopter. Заједнички програм им је БК 117 - данас ЕК 145. Модели БК 117 Ц-2 и БК 117 Д-2 су продати до марта 2015. године под називом ЕК 145 Т-2. Од тада, последња Т-2 варијанта се продаје под називом Х-145.
БК 117 се углавном користи за спасавање, транспорт и полицијске послове. Модели Б- од опреме имају витло. То омогућава трагање и спасавање на неприступачним теренима.
БК 117 Б-2 се користио у немачкој серији Медикоптер 117 - Сваки живот се рачуна.
У неким државама које га још увек користе за војне сврхе, на пример у Ираку, Јужној Африци и Сједињеним Америчким Државама ЕК-145 се назива УХ-145.
У априлу 2013. Eurocopter је урадио пројекат са беспилотним летовима на хеликоптеру ЕК 145 на аеродрому у француском граду Истру. Профил лета је садржао аутоматско полетање и слетање. Хеликоптер је био контролисан са земље.

## Модели

### БK 117 A-1, -A-3, -A-4
Модел БК 117 са Lycoming LTS 101-650B-1 турбином је одобрен 9. децембра 1982. од стране немачког Савезне авијације (ЛБА). Верзија А-3 задржао мотор и био произведен од 15. марта 1985. Његове сертификације имају додатну опрему и служи за специјалне операције. Верзија А-4 је одобрена 29. јула 1986. године са истом турбином.

### БК 117-Б-1
Б-1 је одобрен 10. децембра 1987. и добио је Honeywell-Lycoming – LTS 101-750B-1 гасну турбину.

### БК 117 Б-2
Одобрен је 17. јануара 1992. године, такође вођен са LTS 101-750B-1 мотором; са 598 l корисног капацитета резервоара.
БК 117 Б-2 је познат у немачкој серији Медикоптер 117 - Сваки живот се рачуна са ознакама D-HECE и D-HEOE. Први хеликоптер тренутно лети у DRF дизајну, а други је још увек у легендарној црвено-жутој боји и биће префарбан.

### БК 117 Ц-1
БК 117 Ц-1 има две турбине типа Turbomeca Arriel 1E2 (516 kW), побољшан репни ротор и подразумева да може да стане 697.4 l горива и има већу покривеност. Хеликоптер је повећан за 150 kg тежине при полетању, на висини постиже боље перформансе и одобрен је 2. октобра 1992. године. У 2002. производња је у пресељена у северном италијанском граду Тренто како би направили места за нове моделе БК 117 Ц-2 и ЕК 135 у немачкој фабрици. Последњи хеликоптер у овој серији је произведен 2004. године.

### ЕК 145 (БК 117 Ц-2)
Од средине 1990. године увећана верзија серије БК 117 је развијена као ЕК 145. У Немачкој 20. децембра је добио своју потврду о пловидбености.
Нови модел има проширену кабину. Основни концепт са клизним бочним вратима и поделом задњих врата је одржаван. У предњем делу је обликован као ЕК 135 и поседује ротор од БК 117 Ц-1. Кроз редизајн главног ротора, има перформансе као БК 117. Хеликоптер се често користи за полицијске сврхе, цивилне одбране и спасавање из ваздуха. Машину покрећу две Turbomeca Arriel 1E2 турбине са 692 WPS непрекидног напајања. Уместо FADEC контрола долази у VARTOMS погонима (променљива брзина ротора и обртни момент).

### ЕК 145 Т-2 (БК 117 Д-2 / Х-145)
Од јула 2010. сви тестови су урађени на новим хеликоптерима у фабрици Eurocopter у Донауверту.

### Војне верзије
Назив војне верзије ЕК 145 се од марта 2015. назива ЕК 645. Од тада, војне верзије Х 145 се продају под именом Х 145М.

## Спецификације
|               | Карактеристике          | MБ-БK117 Б-2                           | MБ-БK117 Ц-2 (EК 145)                                             | MБ-БK117 Д-2 (Х 145)              |
| ------------- | ----------------------- | -------------------------------------- | ----------------------------------------------------------------- | --------------------------------- |
| Мотори        |                         | Avco Lycoming LTS 101-750B-1 са 410 kW | 2 × Turbomeca Arriel 1E2 са 516 kW                                | 2 × Turbomeca Arriel 2E са 575 kW |
| Перформансе   | Максимална брзина       | 278 km/h                               | 278 km/h                                                          | 278 km/h                          |
| Перформансе   | Брзина крстарења        | 250 km/h                               | 241 km/h *                                                        |                                   |
| Перформансе   | Максималан домет горива | 550 km без резерве                     | 700 km без резерве * 875 km са додатним резервоаром *             |                                   |
| Перформансе   | Потрошња                | ?                                      | 244 kg/h при крстарењу * 258 kg/h при максималним перформансама * |                                   |
| Перформансе   | Лебдење                 | 4572 m/5486 m                          | 3400 m                                                            | 4877 m                            |
| Перформансе   | Максимална висина       | 4572 m/5486 m                          | 5300 m                                                            | 6095 m                            |
| Перформансе   | Брзина пењања           | ?                                      | 8,4 m/s                                                           |                                   |
| Тежина        | Максимална полетна маса | 3.350 kg                               | 3.585 kg                                                          | 3.650 kg                          |
| Тежина        | Летелица                | 1.723 kg                               | 1.792 kg                                                          |                                   |
| Тежина        | Корисна носивост        | 1.670 kg                               | 1.793 kg                                                          |                                   |
| Димензије:    | LOA                     | 13,00 m                                | 13,03 m                                                           |                                   |
| Димензије:    | Дужина летелице         | 9,90 m                                 | 10,19 m                                                           | Труп: 6,17 m                      |
| Димензије:    | Ширина                  | 2,71m                                  | 3,12 m (Труп: 1,96 m)                                             | Труп: 1,845 m                     |
| Димензије:    | Висина                  | 3,36 m                                 | 3,95 m                                                            | Труп: 3,45 m                      |
| Димензије:    | Пречник главног ротора  | 11,00 m                                | 11,00 m                                                           | 11,00 m                           |
| Димензије:    | Пречник пропелера       | 1,956 m                                | 1,96 m                                                            | 1,15 m                            |
| Димензије:    | Кабина (Д × Ш × Б)      | ?                                      | 3,12 × 1,70 × 1,27 m                                              |                                   |
| Остали подаци | Ниво буке               | 120 dB                                 | ?                                                                 |                                   |
| Остали подаци | Путници                 | до 11 људи (укључујући посаду)         | до 11 људи (укључујући посаду)                                    | до 11 људи (укључујући посаду)    |
| Остали подаци | Резервоар за гориво     | Jet A-1                                | 879 l                                                             |                                   |

## Корисници
Хеликоптере углавном користе хитне службе, војска, предузећа и физичка лица.

### Цивилни оператери
Аустралија
 Канада
 Немачка
 Кенија
 Нови Зеланд
 Република Кина
 Сједињене Државе

### Војни оператери
Аустралија
 Чиле
 Колумбија
 Немачка
 Јапан
 Перу
 Шпанија
 Јужна Африка